# کرایسلر سیگما
کرایسلر سیگما (به انگلیسی: Chrysler Sigma) یک نسخه از میتسوبیشی گالانت است که از سال ۱۹۷۷ تا ۱۹۸۷ توسط کرایسلر استرالیا واقع در آدلاید عرضه می‌شد. این خودرو علاوه بر کرایسلر استرالیا در میتسوبیشی موتورز استرالیا هم با تغییر نام به میتسوبیشی سیگما تولید می‌شد. تولید این خودرو در سال ۱۹۸۵ برای مدل سدان و در سال ۱۹۸۷ برای مدل استیشن متوقف شد و این خودرو جای خودرا به خودروی میتسوبیشی مگنا داد.

## نگارخانه

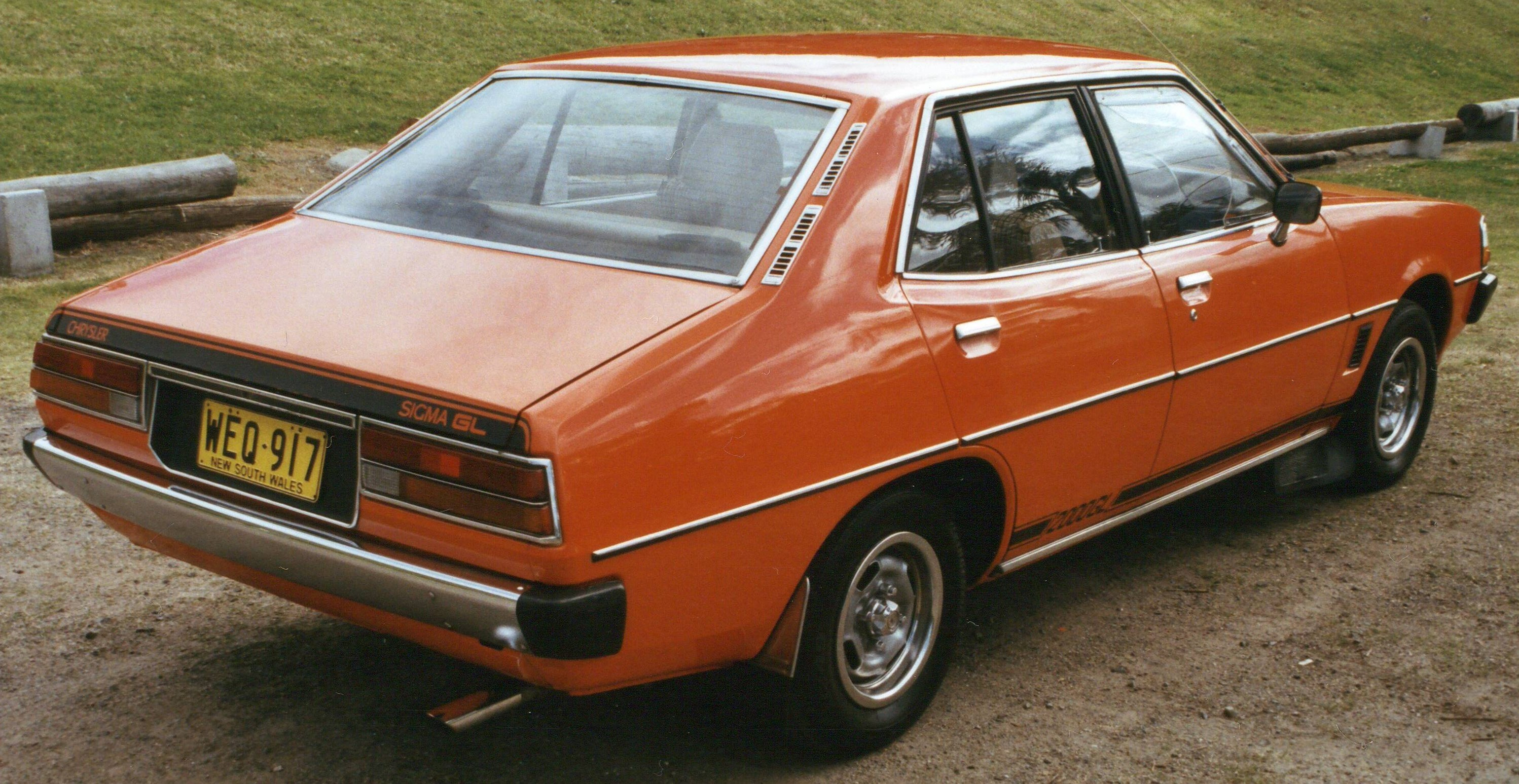
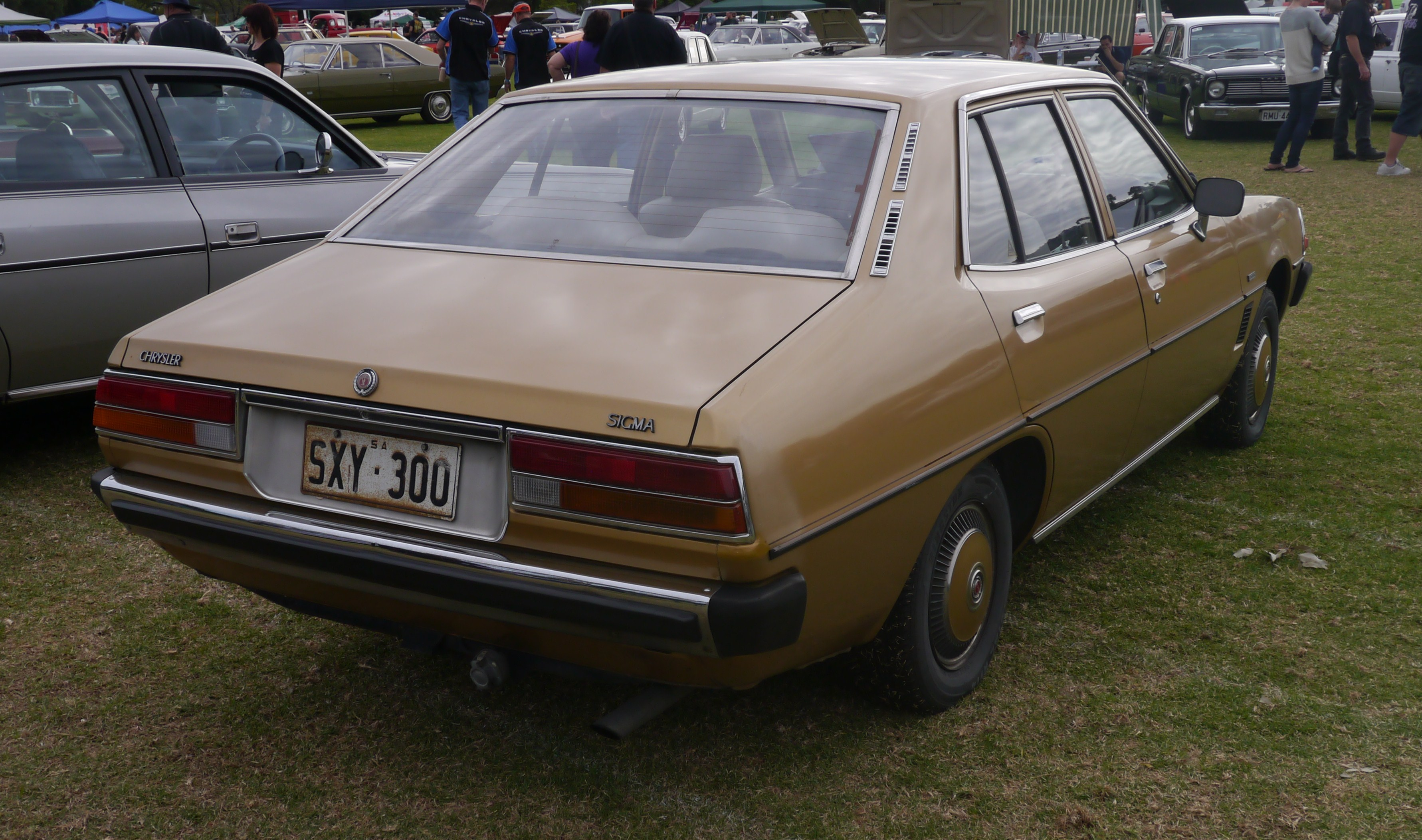
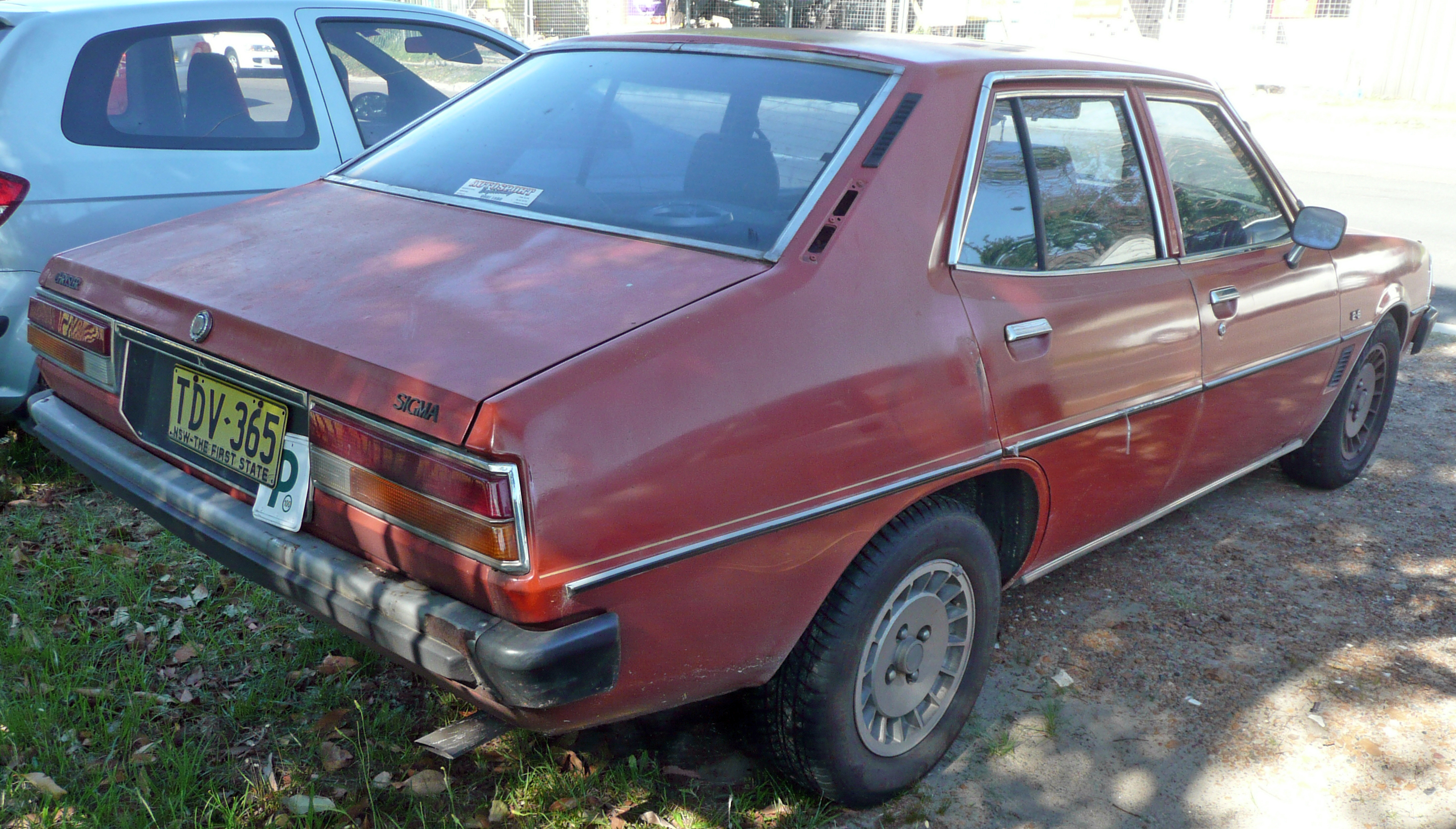
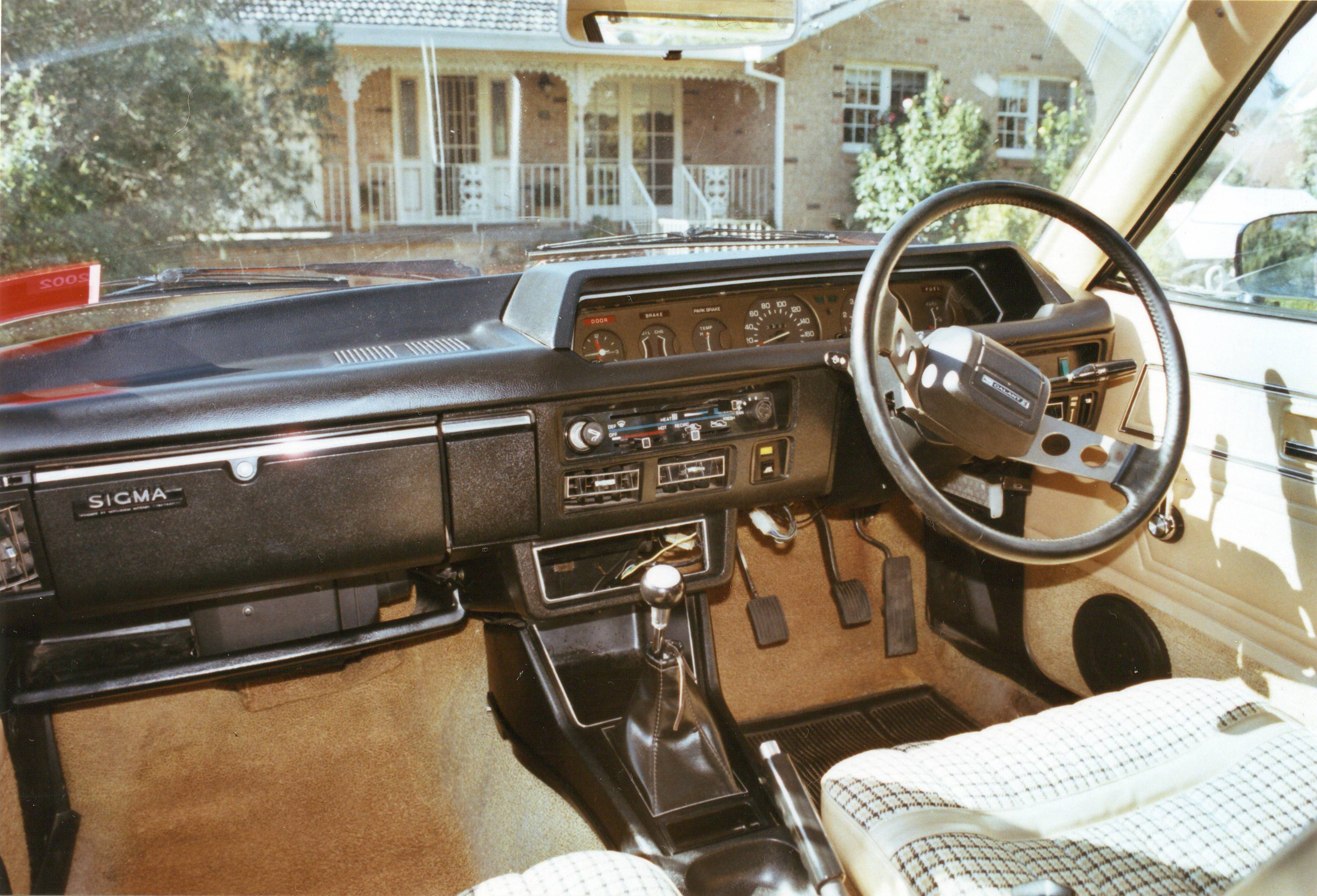
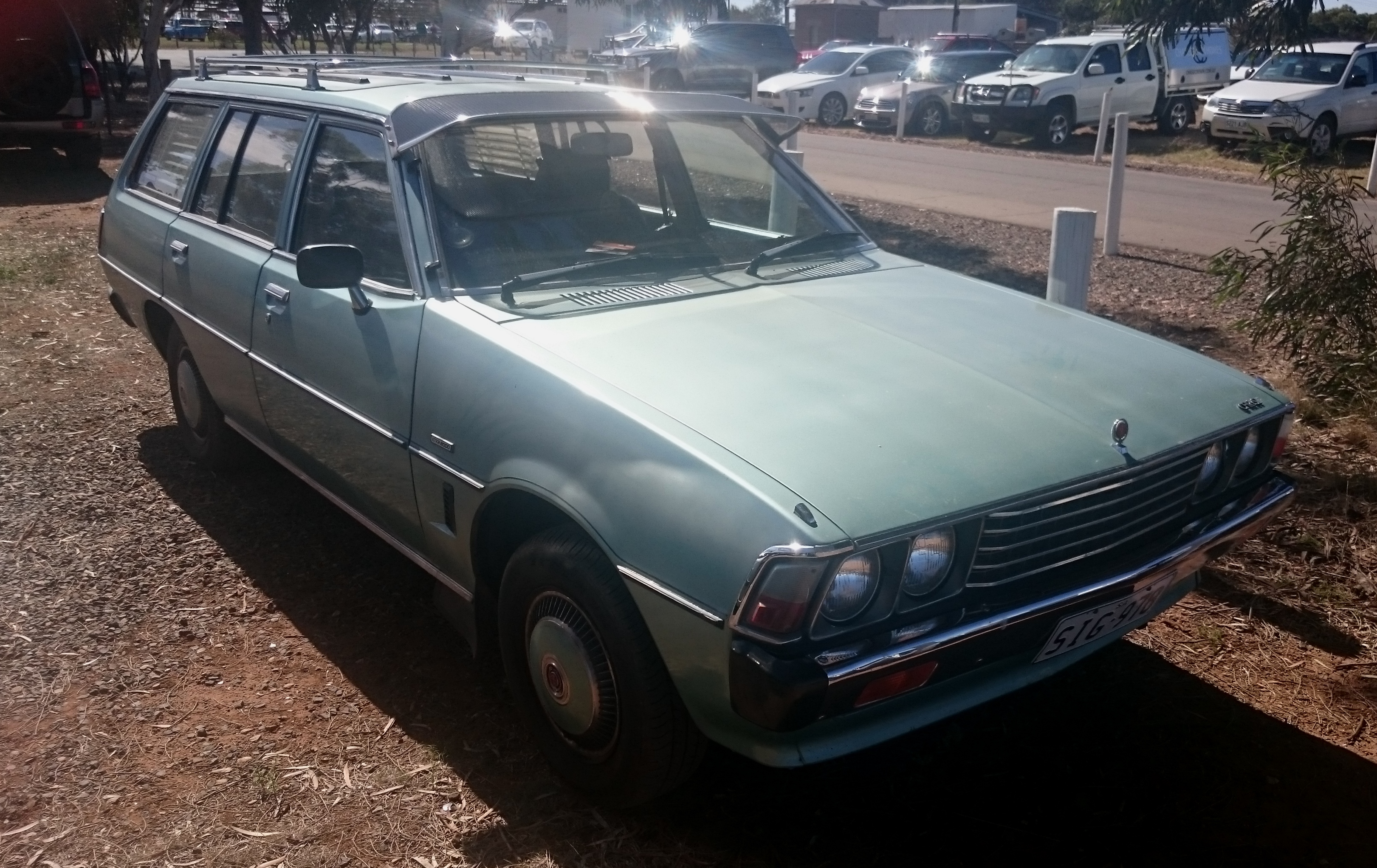